# Kościół Narodzenia Najświętszej Maryi Panny w Racławicach
Kościół pw. Narodzenia NMP w Racławicach – zabytkowy drewniany rzymskokatolicki kościół parafialny, znajdujący się w Racławicach, w gminie Jerzmanowice-Przeginia, w powiecie krakowskim.

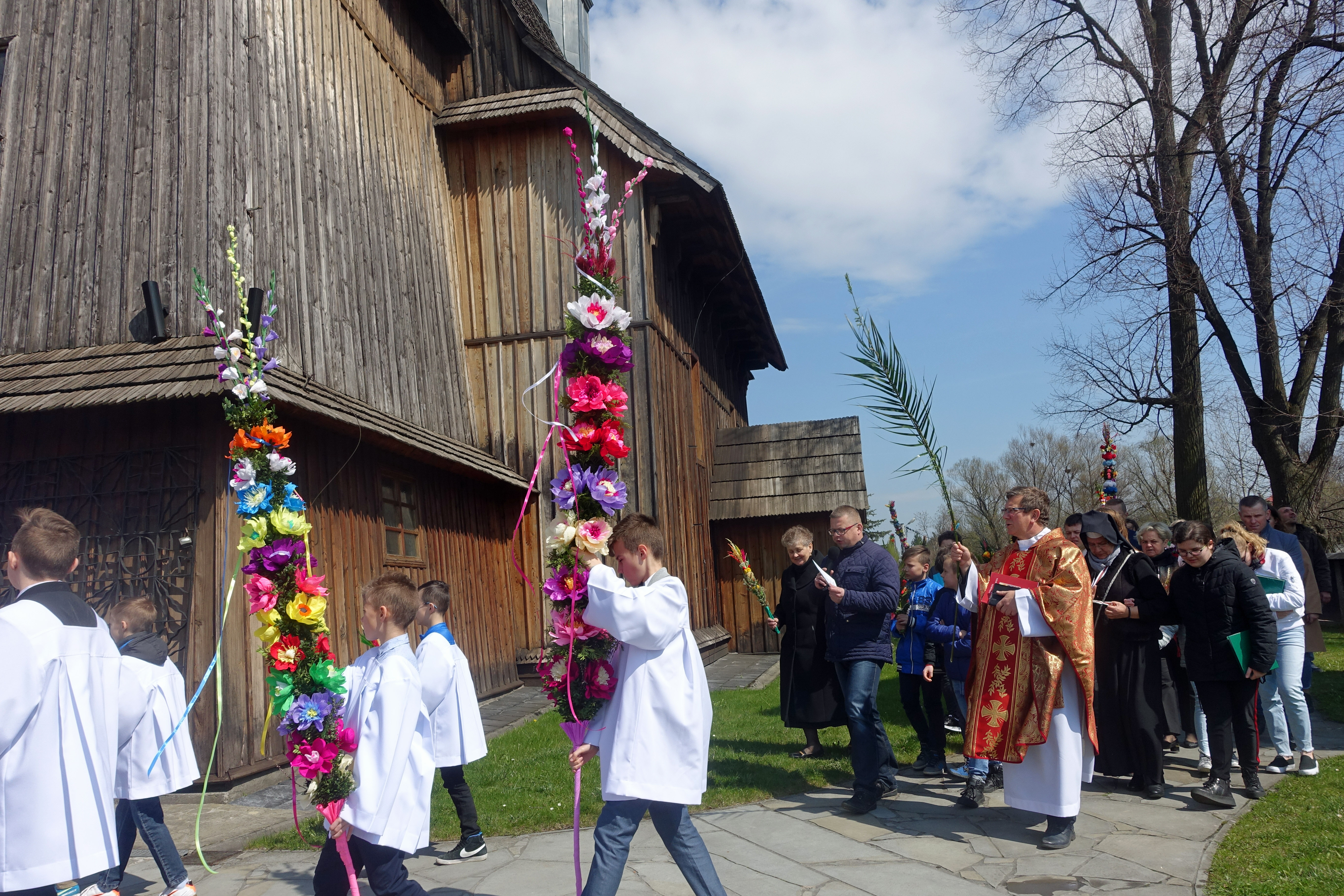
Niedziela Palmowa w Racławicach w 2019

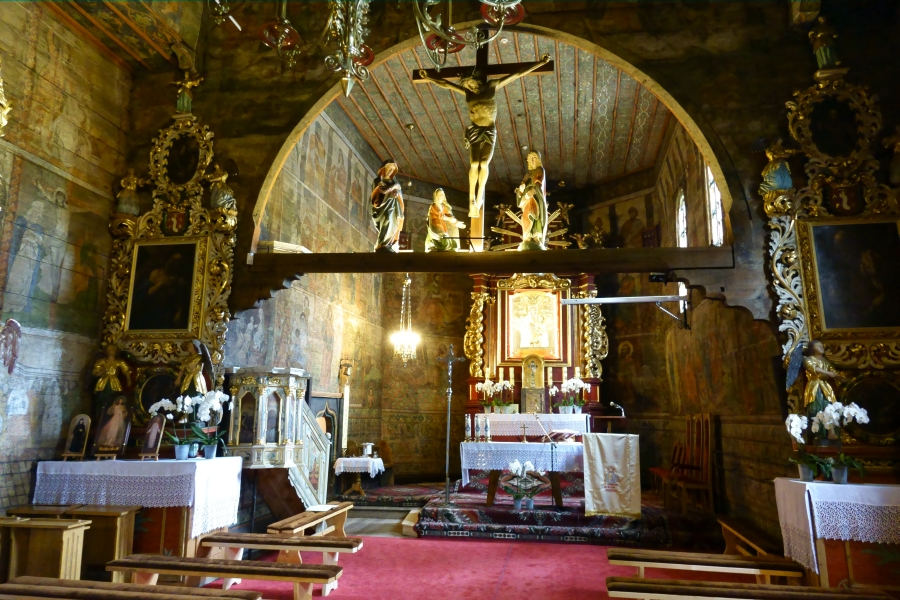
Wnętrze kościoła

Kościół zbudowany w 1511 roku, gotycki, drewniany, jednonawowy, prezbiterium zamknięte trójbocznie.
Kościół wraz z ogrodzeniem został wpisany do rejestru zabytków nieruchomych województwa małopolskiego. Znajduje się na Szlaku Architektury Drewnianej województwa małopolskiego.